# Бирон (футбольный клуб)
«Футбольный клуб Бирон» (порт.-браз. Byron Football Club) или просто «Бирон» — бразильский футбольный клуб из города Нитерой, штат Рио-де-Жанейро, существовавший с 1913 по 1978 год.

## История
Футбольный клуб «Бирон» был основан в районе Баррету в Нитерое. Клуб стал играть на поле, принадлежащем текстильной компании «Companhia Manufatora de Tecidos» и расположенной на улице Руа Дутор Марч. В компании трудились множество потомков выходцев из Великобритании, и чтобы привлечь их для занятий футболом, клуб назвали «Бирон», в честь английского поэта Джорджа Байрона. 
В 1917 году был выигран первый трофей — чемпионат Нитероя, а затем турнир был выигран ещё пять раз — в 1922, 1924, 1925, 1928 и 1934 годах. Также 5 раз клуб выигрывал в чемпионате Флуминенсе — в 1917, 1922, 1924, 1924 и 1925 годах.
В 1940-х руководство фабрики приняло решение создать собственную команду, в результате чего «Бирон» был «выселен» с поля в 1950 году. Футбольная секция просуществовала до 1953 года, в частности в ней занимался Зизиньо, а сам клуб был ликвидирован в 1978 году.